# Trochosippa malayana
Trochosippa malayana là một loài nhện trong họ Lycosidae.
Loài này thuộc chi Trochosippa. Trochosippa malayana được Carl Ludwig Doleschall miêu tả năm 1859.